# Vrouwen in de Oekraïense krijgsmacht

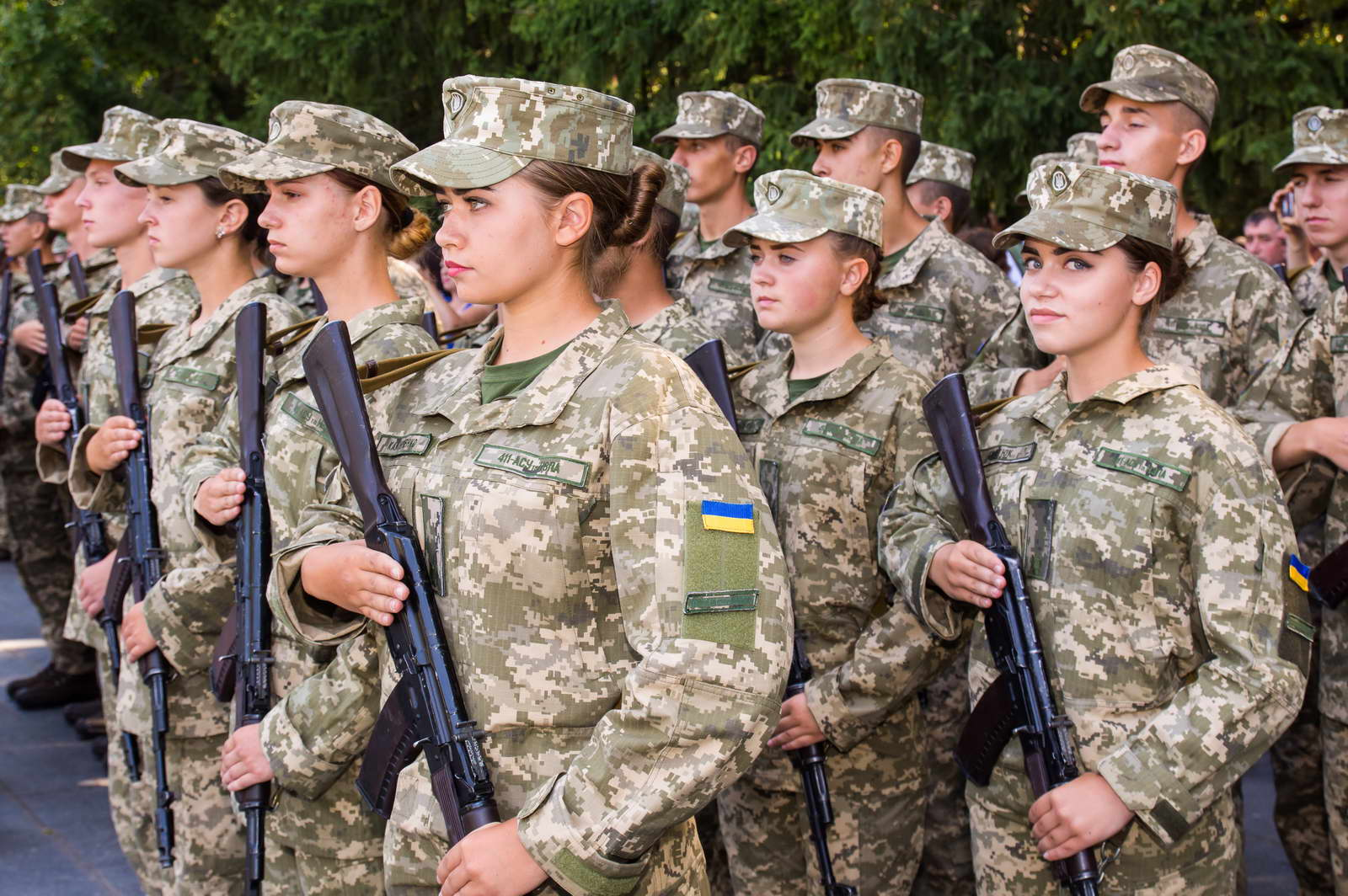
Eerstejaars studentes van de Nationale Luchtmacht-Universiteit van Charkiv bij de aflegging van hun eed van trouw aan het Oekraïense volk (foto uit 2018)

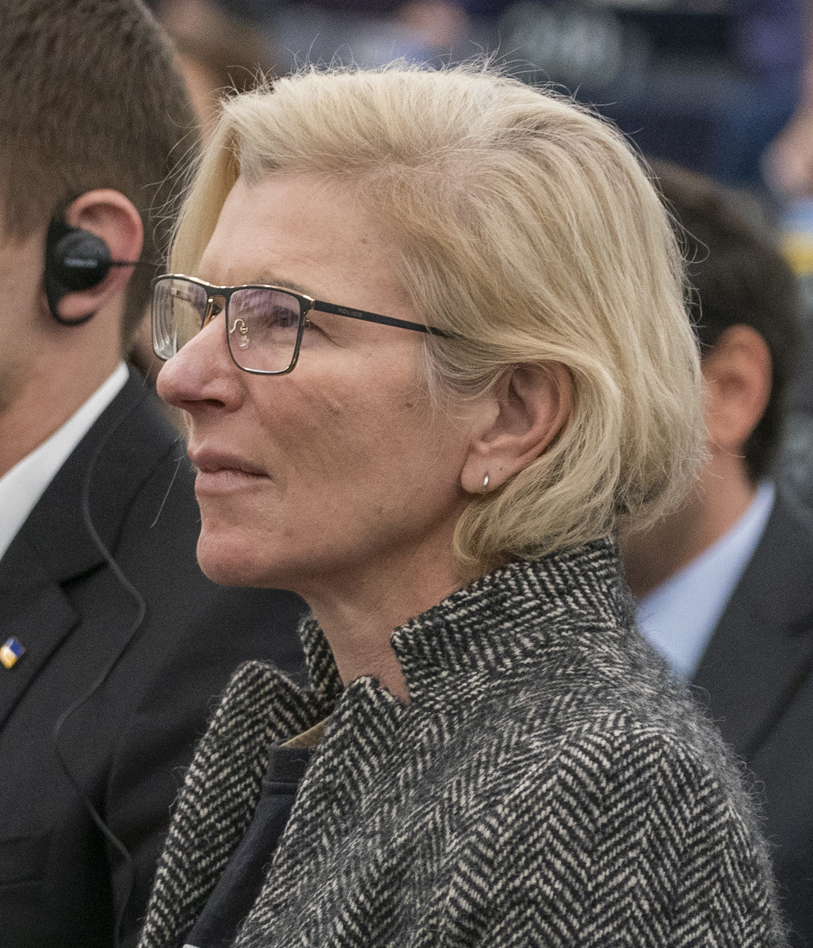
Joelia Pajevska, opricher van de medische evacuatie-eenheid "Taira's Engelen", verkeerde maart-juni 2022 in Russische krijgsgevangenschap. Ze werd een symbool van moed en opoffering.

Vrouwen in de Oekraïense krijgsmacht hebben actieve rollen gespeeld in de Revolutie van de Waardigheid (Euromaidan), de oorlog in Oost-Oekraïne (Donbas) en de aanhoudende Russische invasie van Oekraïne sinds 2022.
Sinds 2014 strijden vrouwen ook binnen de Strijdkrachten van Oekraïne (ZSU) tegen discriminatie en voor gendergelijkheid, met projecten zoals Onzichtbaar Bataljon.

## Aantal vrouwen in de Oekraïense krijgsmacht

### Personeelsstatistieken

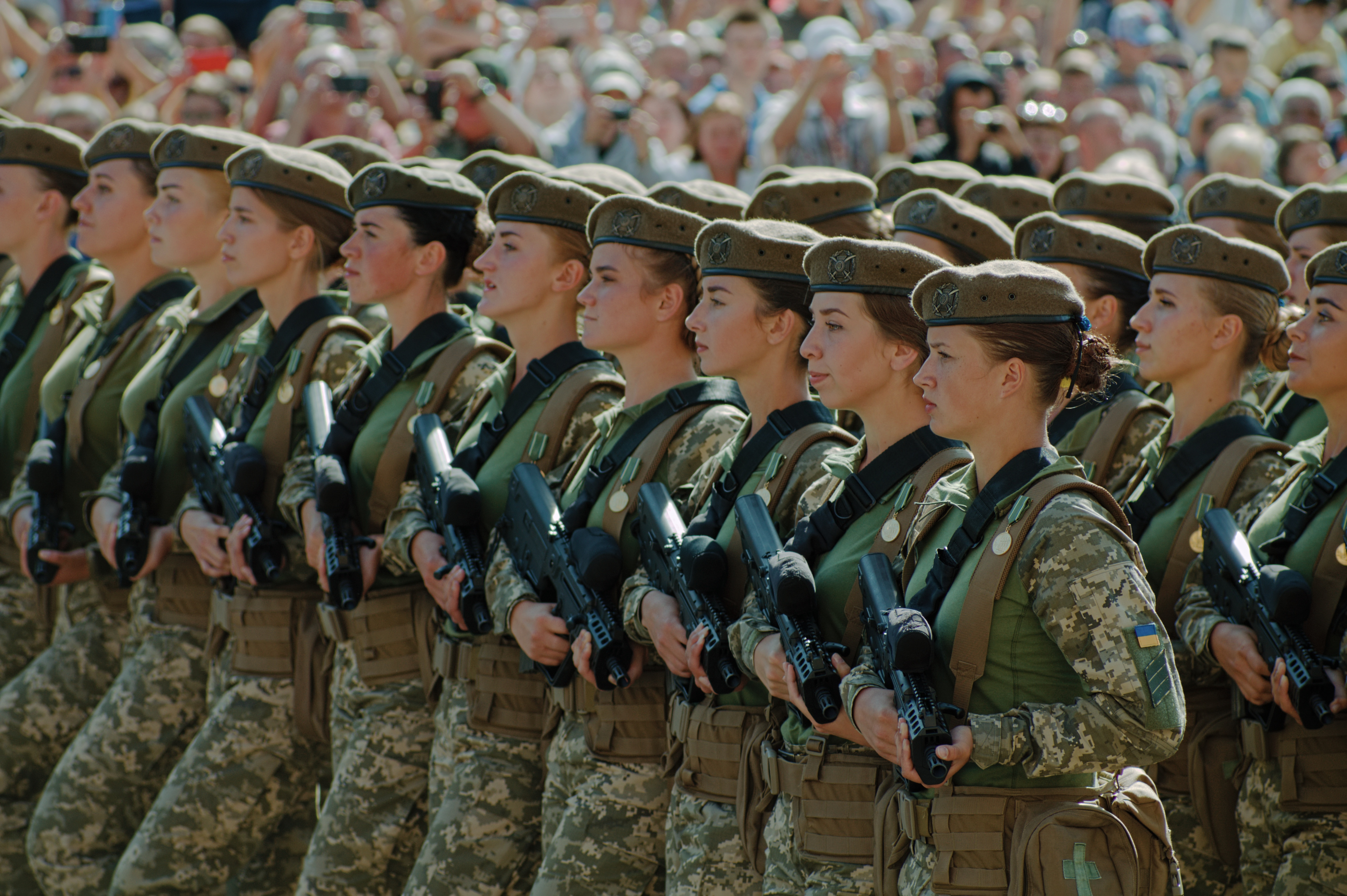
Militaire parade op de Oekraïense Onafhankelijkheidsdag in 2018

Sinds 2013 is het aantal vrouwen in de strijdkrachten gestaag gegroeid: in mei 2021 waren er twee keer zoveel vrouwen in het leger als in 2013. Het aantal vrouwelijke officieren is bijna verdrievoudigd (5.000) en het aantal vrouwelijke cadetten is bijna verviervoudigd.  Tussen 2014 en maart 2023 steeg het aantal vrouwelijke militairen in de ZSU met een factor 2,5 (van 16.557 naar 42.898), terwijl het aantal vrouwelijke officieren steeg naar 7.416, bijna een verzevenvoudiging ten opzichte van 2014. In dezelfde periode daalde het aantal vrouwen werkzaam als civiel personeel van 33.369 naar 17.640; het netto totaal aantal vrouwen werkzaam in zowel militaire als civiele beroepen in de ZSU steeg met 10.612.
Vanaf het begin van de grootschalige Russische invasie van Oekraïne in februari 2022 zijn meer dan 11.000 vrouwen uit vrije keuze in dienst gegaan bij de strijdkrachten van Oekraïne. Dit heeft de commandant van het ZSU Joint Operational Headquarters Serhi Najev bekendgemaakt: "Vanaf de eerste dag van de oorlog meldden vrouwen zich, samen met mannen, bij de territoriale rekruteringscentra om ons vaderland te verdedigen. Ze kozen voor de gevaarlijkste specialisaties en sloten zich aan bij de gelederen van granaatwerpers, mitrailleurs, schutters en sluipschutters, soms met de wens ... tankschutter te worden, deel uit te maken van het kanon- en mortierpersoneel."
Per 22 juni 2023 dienden Oekraïense vrouwelijke soldaten in de volgende militaire takken:
- Oekraïense Landmacht (SV ZSU): meer dan 16.000 vrouwen,
- Oekraïense Luchtmacht (PS ZSU): meer dan 7.000 vrouwen,
- Oekraïense marine (VMS ZSU): bijna 2.000 vrouwen,
- Oekraïense Luchtaanvalstroepen (DShV): bijna 1.000 vrouwen,
- Territoriale Defensieve Strijdkrachten (VTO): meer dan 3.000 vrouwen,
- en andere onderdelen van Defensie.[5]

### In leidinggevende functies in de krijgsmacht

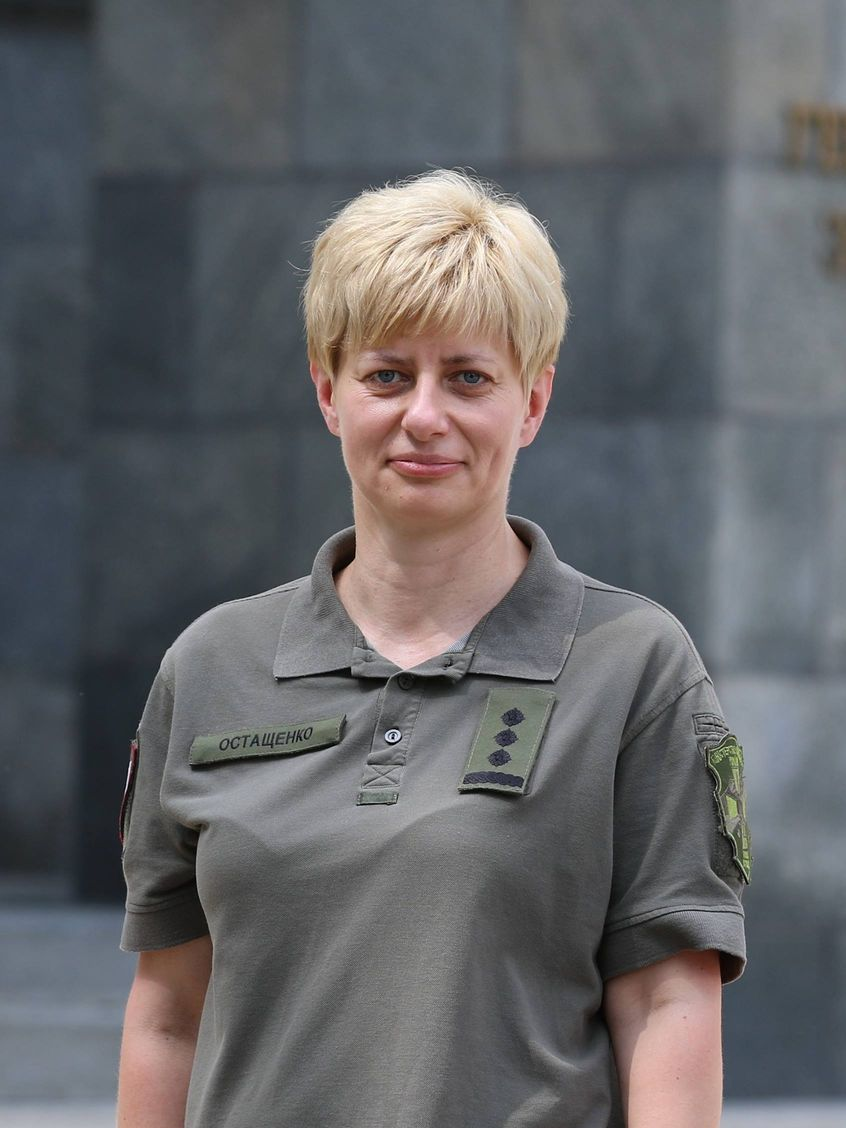
Tetjana Ostasjtsjenko is de eerste vrouwelijke ZSU-Commandant en de eerste vrouwelijke brigadegeneraal bij de ZSU.

In 2004 werd de woordvoerster van het ministerie van Binnenlandse Zaken, Tetjana Podasjevska, gepromoveerd tot de (civiele) rang van generaal-majoor van de Militsia (voorloper van de huidige Nationale Politie van Oekraïne)." Op 12 oktober 2018 werd Ljoedmyla Sjoehalej de eerste vrouw die de (militaire) rang van generaal-majoor ontving bij de Militaire Medische Afdeling van de Veiligheidsdienst van Oekraïne (SBU) (Військово медичне управління Служби безпеки України, Viskovo medytsjne oepravlinnja Sloezjby bezpeky Oekrajiny). De eerste vrouwelijke Commandant van de Medische (Geneeskundige) Troepen van de Strijdkrachten van Oekraïne (Медичні сили Збройних Сил України, Medytsjni syly Zbrojnych Syl Oekrajiny), Tetjana Ostasjtsjenko, werd op 30 juli 2021 aangesteld en daarmee de eerste vrouwelijke aanvoerder van een apart Commando in de geschiedenis van de Strijdkrachten van Oekraïne (ZSU) en tevens de eerste vrouw met de rang van brigadegeneraal bij de ZSU.
Op 26 februari 2021 hadden 925 dienstvrouwen een leidinggevende functie. In december 2021 voerden meer dan 800 vrouwen het bevel over eenheden en pelotons. In maart 2023 was het aandeel vrouwen in leidinggevende posities 11%. Volgens een vertegenwoordiger van het Ministerie van Defensie wees de positieve dynamiek erop dat de strijdkrachten aanzienlijke vooruitgang boekten dankzij het systematische werk van het ministerie op het gebied van genderkwesties.

### Deelnemers aan vijandelijkheden
Vrouwen zijn actief betrokken bij vijandelijkheden. In maart 2021 maakten vrouwen meer dan 10% uit van het totaal aantal personeelsleden dat betrokken was bij de strijdkrachten en faciliteiten van de Joint Forces Operation (JFO) in Oblast Donetsk en Oblast Loehansk. Dat werd bekendgemaakt door Viktoria Arnautova, adviseur inzake genderkwesties voor de opperbevelhebber van de Strijdkrachten van Oekraïne.
Tegen maart 2021 verwierven meer dan 13.000 vrouwen de status "deelnemer aan vijandelijkheden" (Учасник бойових дій, Oetsjasnyk bojovych di; vrouwelijk Учасниця, Oetsjasnytsja), de officiële wettelijke term voor "veteraan" in Oekraïne, voor deelname in the Anti-Terroristische Operatie in Oost-Oekraïne (14 april 2014 – 30 april 2018) en de Joint Forces Operation (30 april 2018 – 24 februari 2022). In december 2021 waren dat er al weer meer dan 16.700.

## Geschiedenis

### Oorlog in Oost-Oekraïne (Donbas)
Tijdens de Oorlog in Oost-Oekraïne (het Donetsbekken of de Donbas) was er een aanzienlijke toename van het aantal vrouwen in de Oekraïense krijgsmacht, waarbij verschillende functies die tot dan toe alleen voor mannen bestemd waren, voor het eerst werden opengesteld voor vrouwen. In 2016 was 8,5 procent van de Oekraïense militairen vrouw en in maart 2021 was het percentage vrouwen in de strijdkrachten gestegen tot 22,8 procent, waarvan 15,5 procent door het Oekraïense Ministerie van Defensie werd omschreven als "dienstpersoneel".

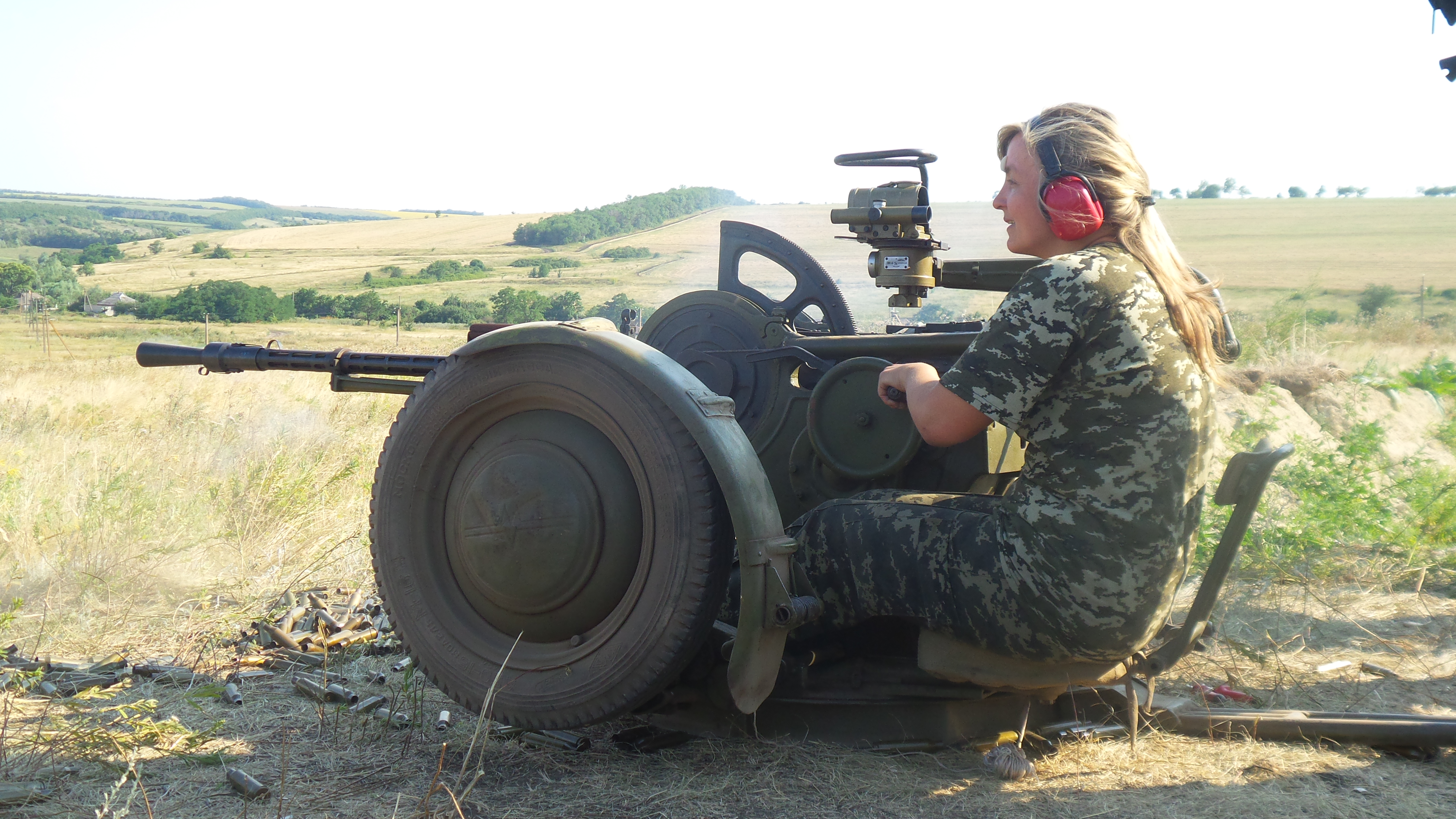
Een vrouwelijke militair bedient een ZPU-1 luchtafweergeschut in het Bataljon Aidar in Oblast Loehansk (foto augustus 2014).

Het Oekraïens Centrum voor Drone-Intelligentie, dat drones bouwt voor het Oekraïense leger en trainingscursussen verzorgt voor drone-oorlogvoering, werd opgericht door Maria Berlinska, die na haar universitaire studie vrijwillig dienst nam aan het front.
Een aantal vrouwelijke soldaten heeft tijdens de oorlog grote publieke bekendheid gekregen. Nadija Savstjenko, een gevechtspiloot die zich vrijwillig aanmeldde voor het Bataljon Aidar nadat haar reguliere bataljon niet werd ingezet aan het front, werd uitgeroepen tot Held van Oekraïne en gekozen in het Oekraïense parlement nadat ze krijgsgevangen was genomen door de pro-Russische Volksrepubliek Loegansk.
Vrouwen zijn ook voorgekomen in militaire propaganda tijdens de oorlog. In mei 2014 postte Igor Girkin, de defensieminister van de pro-Russische Volksrepubliek Donetsk, een online video die opriep tot rekrutering en verklaarde dat "als mannen hier niet toe in staat zijn, we een beroep moeten doen op vrouwen". In maart 2015, op Internationale Vrouwendag, hield de Volksrepubliek Donetsk bij wijze van propaganda een schoonheidswedstrijd met alleen vrouwelijke soldaten.
In hun boek Insurgent Women: Female Combatants in Civil Wars (2019) schrijven auteurs Darden, Henshaw en Szekely dat vrouwen inderdaad een rol spelen in gevechten in verscheidene Oekraïense en pro-Russische militaire eenheden als hospik, chauffeur, schildwacht of op patrouille. Maar hun deelname in de vuurlinie, met name als sluipschutters, werd meestal overschat door de media, of was op zijn minst moeilijk te verifiëren. De auteurs bestudeerden een aantal online video's, waarin ze onderscheid maakten tussen de motieven die werden genoemd voor vrouwelijke combattanten om betrokken te worden bij de oorlog. Aan Oekraïense kant werden vrouwen sterk bewogen door Oekraïens nationalisme ("door hun land te verdedigen doen ze het goede" voor een onafhankelijk Oekraïne met een burgermaatschappij) en "kwamen zij naar het front toe" om de separatisten in het zuidoosten te verslaan, terwijl hun pro-Russische tegenhangers eerder persoonlijke redenen noemden om te vechten (zoals "het verdedigen van hun familie of huis") en meenden "dat het front naar hen toe kwam".

### Russische invasie van Oekraïne sinds 2022

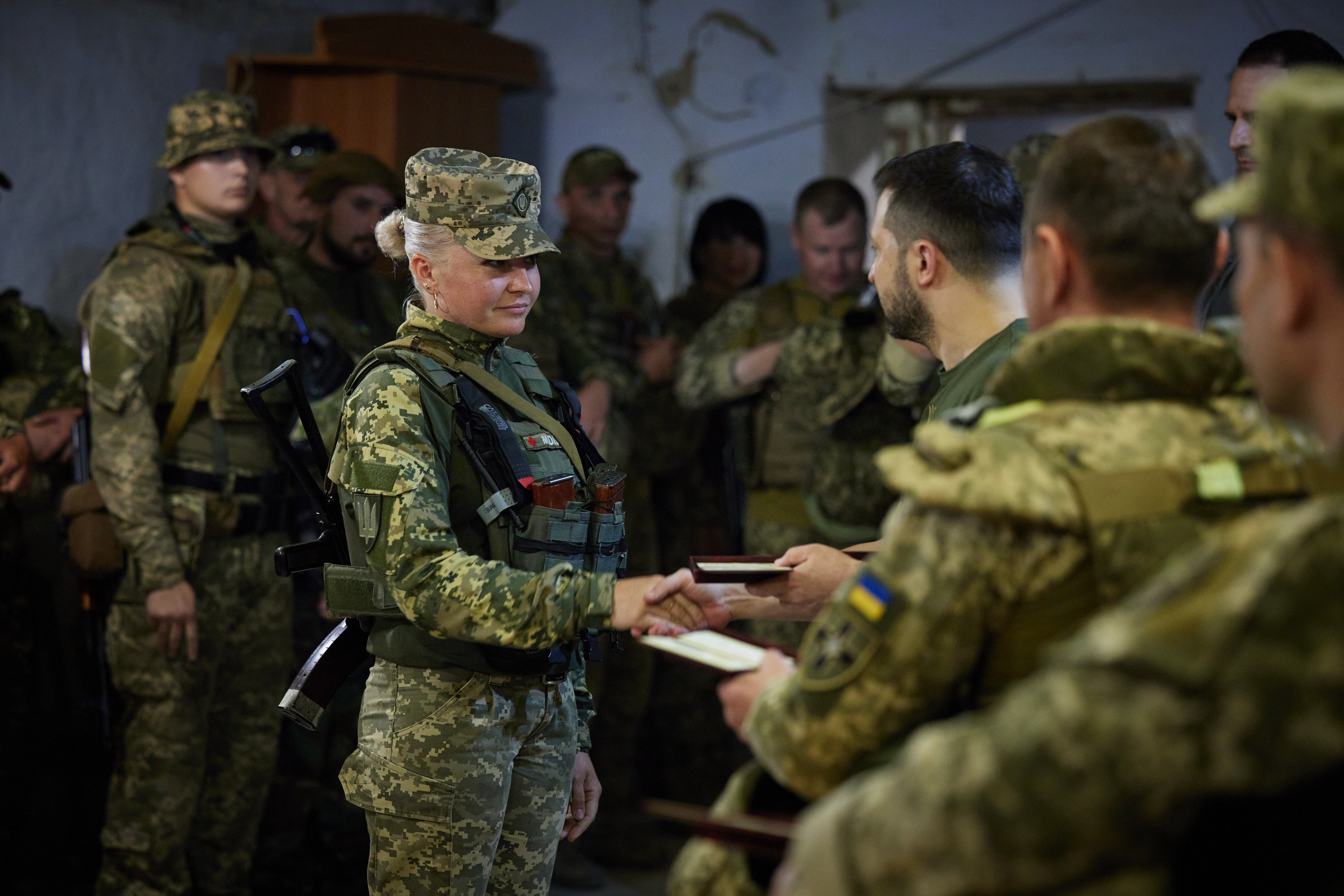
Zelensky op werkbezoek in de oblasten Mykolaiv en Odesa in juni 2022

Een aanzienlijk aantal vrouwen heeft zich vrijwillig aangemeld om te vechten voor de Oekraïense strijdkrachten als reactie op de invasie. Mia Bloom en Sophia Moskalenko van Georgia State University hebben verklaard dat "Oekraïense vrouwen van oudsher een onafhankelijkheid genieten die niet gebruikelijk is in andere delen van de wereld" en dat "Oekraïne een uniek inzicht biedt in de rollen die vrouwen kunnen spelen bij het verdedigen van de natie en als volwaardige leiders." In september 2022 stelde Aljazeera: "Er dienen ongeveer 50.000 vrouwen in de Oekraïense strijdkrachten in gevechts- en niet-gevechtsfuncties, waarvan er op dit moment ongeveer 10.000 in de frontlinies van de oorlog zitten of een baan hebben die hen naar de frontlinies zou kunnen sturen, volgens Oekraïense militaire functionarissen. Vóór de invasie waren er ongeveer 32.000 vrouwen in het leger."
In oktober 2022 vond de eerste uitwisseling van alleen vrouwelijke krijgsgevangenen plaats tussen Rusland en Oekraïne, waarbij 108 Oekraïense vrouwen naar huis terugkeerden, waaronder 37 die hadden gevochten in Azovstal tijdens de Slag om Marioepol.

### Dienstplicht
Onder de militaire dreiging van Rusland werd er op 21 december 2021 door de Verchovna Rada nieuwe wetgeving aangenomen waardoor vrouwen zich dienden te registreren voor militaire diensten indien medisch geschikt, tussen de 18 en 60 jaar en werkzaam in bepaalde beroepen. In het geval van een grote oorlog zou deze uitgebreide reserve van vrouwen gemobiliseerd worden als onderdeel van de nationale reserve om te dienen in een breed scala van militaire specialiteiten. Volgens eerdere wetgeving waren vrouwen in bepaalde beroepen al verplicht om zich in te schrijven voor de militaire dienstplicht. Met de wetswijziging van december 2021 werd het aantal beroepen waarvoor militaire registratie verplicht was flink aangevuld met vrouwen in functies zoals bibliotheekmedewerkers, journalisten, muzikanten, dierenartsen en psychologen, naast vele andere beroepen. Parlementslid Oleksandra Oestinova zei: "...in [de] huidige situatie lijkt het een goed besluit om zoveel mogelijk mensen te leren wapens te dragen en klaar te staan om te dienen."
Na de invasie van 24 februari 2022 vaardigde de Oekraïense regering een mobilisatiebevel uit voor mannen tussen 18 en 60 jaar om beschikbaar te zijn voor dienstplicht als combattant. In een representatieve landelijke peiling op 3–4 maart 2022 zei 59% van de Oekraïense vrouwen 'bereid te zijn om persoonlijk deel te nemen aan het gewapende verzet om een einde te maken aan de Russische bezetting van Oekraïne'. Hoewel het Oekraïense Ministerie van Defensie de groep Oekraïense vrouwen die zich moesten registreren voor militaire dienstplicht aanzienlijk had uitgebreid naar verschillende niet-gevechtsfuncties, werden door de aanvankelijke toestroom van vrijwilligers velen niet opgeroepen voor dienstplicht en zijn veel vrouwelijke vrijwilligers die zich niet hoefden te registreren op een wachtlijst geplaatst. Een vrouw die met verslaggevers sprak, zei dat ze te horen had gekregen: "Oké, u staat in de wachtrij. Maar momenteel hebben we te veel mensen." Veel mannen en vrouwen die niet in militaire dienst waren, besloten zich vrijwillig in te zetten om de samenleving op andere manieren te ondersteunen.
Tegen half maart 2022 waren nog meer Oekraïense vrouwen, nadat ze Oekraïne als vluchteling hadden verlaten of in het buitenland hadden gewoond, teruggekeerd naar het land om dienst te nemen in het leger of om ondersteunende diensten te verlenen, zoals anderen helpen bij hun evacuatie. Volgens een enquête uit april 2022 was 69% van de vrouwen van plan om te helpen door niet-militaire steun te verlenen (door voedsel, informatie of munitie te leveren) aan het Oekraïense leger, dacht 65% van de vrouwen erover na om gewonde burgers en soldaten te verzorgen en had 27% van de vrouwen plannen om zich bij de Oekraïense strijdkrachten aan te sluiten in verschillende gevechtsrollen.

### Bekende personen

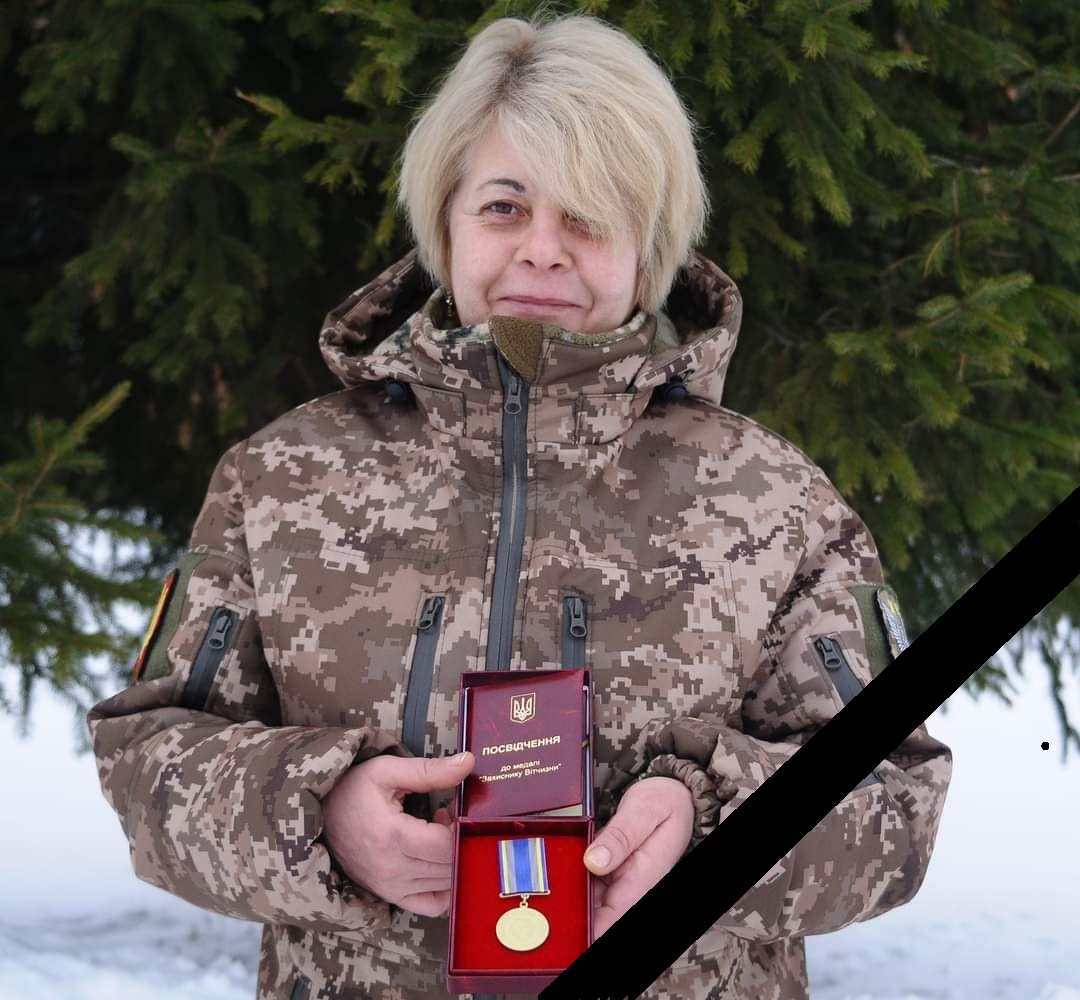
Inna Deroesova met haar medaille "Verdediger van het Moederland" in januari 2022. Ze werd in de begindagen van de invasie in februari 2022 gedood en werd de eerste vrouw die postuum werd uitgeroepen tot Held van Oekraïne.

In de begindagen van de invasie zou hospik Inna Deroesova het leven van meer dan 10 soldaten hebben gered tijdens de Slag om Ochtyrka, voordat ze werd gedood door een Russische artillerieaanval. Op 12 maart 2022 werd Deroesova de eerste vrouw die postuum de hoogste nationale militaire titel van Held van Oekraïne kreeg. Tijdens de invasie werd Ljoebov Plaksjoek de eerste vrouw die het bevel voerde over een artilleriedivisie in het Oekraïense leger. Tetjana Tsjoebar, commandant van een artilleriepeloton, werd bekend op het internet nadat een video van haar vechtend tijdens het Beleg van Tsjernihiv viral ging. De Amerikaanse Sarah Ashton-Cirillo besloot tijdens de invasie ontslag te nemen als journalist en in dienst te gaan als hospik in het Oekraïense leger, later als woordvoerder van de Territoriale Defensieve Strijdkrachten.

## Positie

### Discriminatie
Vrouwen in de Oekraïense krijgsmacht hebben nog steeds te kampen met aanzienlijke discriminatie en stigmatisering, zowel door wetgeving (tot 2019 waren ze nog uitgesloten van een aantal functies en ontbraken voorzieningen zoals goede uniformen en zwangerschapsverlof nog steeds) als door hun medesoldaten. Een vrouwelijke soldaat vertelde in 2019 aan Hromadske.TV over een deel van de discriminatie waarmee ze werd geconfronteerd: "Ik heb 11 steden bevrijd, ik was betrokken bij de vrijlating van krijgsgevangenen, maar toch zouden de meeste mensen zeggen dat ik "een Karpatische ben, die vocht in de eerste maanden van haar zwangerschap", zonder rekening te houden met mijn militaire ervaring." De Amerikaanse denktank de Atlantic Council verklaarde in 2020: 
Vrouwen hebben gediend in zowel de Oekraïense krijgsmacht als in vrijwillige bataljons. Daarbij kregen ze te maken met seksuele intimidatie aan het front en met seksuele discriminatie bij hun thuiskomst. Veel vrouwelijke soldaten werden bekritiseerd omdat ze hun kinderen en gezinnen achterlieten om te dienen, werden gestereotypeerd als seksueel losbandig of werden zelfs onderzocht door sociale diensten en hun kinderen werden afgenomen. De discriminatie is vaak zo erg dat vrouwelijke veteranen geen uniform willen dragen. Vrouwen worden aangespoord om hun trauma te negeren. Zoals een vrouwelijke vrijwilliger het verwoordde: "Mannen gaan naar de kroeg met andere mannen, maar vrouwen moeten terug naar hun werk en voor hun kinderen zorgen."
In 2019 bleek uit het rapport Onzichtbaar Bataljon 2.0 dat seksuele intimidatie en seksueel geweld tegen vrouwelijke soldaten nog steeds veel voorkwamen en zelden werden gemeld of onderzocht. In mei 2021 is er bij de  Generale Staf van de Strijdkrachten van Oekraïne met steun van ngo's een werkgroep opgericht om een intern mechanisme te vormen om te reageren op seksuele intimidatie. De betroffen afdeling van het Ministerie van Defensie ontwikkelde het wetsvoorstel "Betreffende wijzigingen aan bepaalde wetten van Oekraïne inzake respons, preventie en bestrijding van sekse-discriminatie en seksuele intimidatie onder militair personeel". In juli 2021 heeft de bevoegde commissie van de Verchovna Rada het parlement aanbevolen om dit wetsvoorstel aan te nemen om seksuele intimidatie in de krijgsmacht te bestrijden. In augustus 2023 vertelde een klokkenluider aan The Guardian dat een commandant in een gevechtseenheid vrouwelijke ondergeschikten had bevolen seks met hem te hebben of anders het risico te lopen dat hun echtgenoten naar het front zouden worden gestuurd. De onderminister van Defensie Hanna Maliar reageerde met de belofte dat ze legercommandanten die geloofwaardig zijn beschuldigd van seksuele intimidatie zou helpen vervolgen via de rechter.
In juli 2021 kreeg de Oekraïense krijgsmacht kritiek te verduren nadat het had aangekondigd dat vrouwelijke soldaten op hoge hakken zouden marcheren in de parade ter ere van 30 jaar onafhankelijkheid. Het Ministerie van Defensie verklaarde dat de dresscode van de krijgsmacht uit 2017 hoge hakken vermeldde.

### Onzichtbaar Bataljon

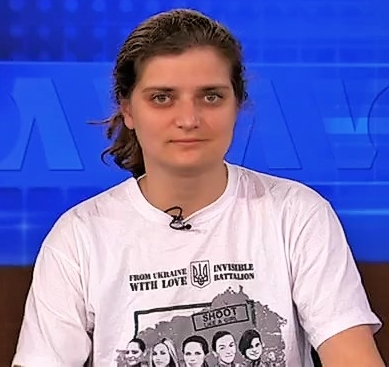
Maria Berlinska, luchtverkenner en medeoprichter van het militaire vrouwenrechtenproject Onzichtbaar Bataljon, geïnterviewd door Voice of America in 2018

Onzichtbaar Bataljon (Невидимий Батальйон, Nevydymyy Batal'yon) is een Oekraïense campagne voor belangenbehartiging, een sociologische onderzoeksgroep en een burgerrechtenproject voor gendergelijkheid in de Strijdkrachten van Oekraïne. Als gevolg van de campagne, de druk van de samenleving en verschillende internationale organisaties breidde het Ministerie van Defensie van Oekraïne het aantal beschikbare militaire banen voor vrouwen uit tot 63 met Richtlijn #292, "Over uitbreiding van militaire banen voor soldaten, sergeanten en officieren".

### Toegang tot militaire functies
Op 6 september 2018 ging de Verchovna Rada van Oekraïne uiteindelijk akkoord in de tweede lezing, en in het algemeen met technische en juridische amendementen, met het wetsontwerp van Oekraïne "Betreffende wijziging en van een aantal wetten van Oekraïne inzake gelijke rechten en kansen voor vrouwen en mannen tijdens de militaire dienst in de Strijdkrachten van Oekraïne en andere militaire formaties". Hierdoor konden vrouwen volgens de wet gevechtsspecialisaties verwerven. Sindsdien hebben vrouwen in functies naar hun eigen keuze kunnen dienen. Op dit moment zijn alle beperkingen op militaire specialismen die vrouwen in de krijgsmacht kunnen vervullen afgeschaft.

### Levering van legeruniformen en hygiëneproducten
Het voorzien van dienstvrouwen in de Strijdkrachten van Oekraïne van passende vrouwenuniformen, ondergoed en menstruatieproducten wordt over het algemeen niet gedaan door de overheid, maar door verschillende NGO's, waaronder Озброїмо жінок зараз alias ArmWomenNow ("Bewapen Vrouwen Nu"), Землячки (Zemliachky, "Landgenotes") en Швейна рота (Sjvejna rota, "Het Naaibedrijf"). Elk van hen ontstond kort nadat de grootschalige Russische invasie van Oekraïne sinds 2022 begon als sociale en vrijwilligersinitiatieven, met als doel om vrouwelijke militairen in de Oekraïense Strijdkrachten te voorzien van militaire uniformen, ondergoed, bivakmutsen en schoenen/laarzen die geschikt zijn voor vrouwen en voldoen aan de NAVO-standaardiseringsovereenkomsten (STANAG).
Hoewel vrouwen aan het front aanvankelijk werden voorzien van lichte platen voor lichaamspantsering, lichte helmen, comfortabele schoenen, handschoenen, specifieke medicijnen, rugzakken, verbanddozen, ondergoed en natuurlijk een "vrouwelijk humanitair" pakket bestaande uit 30 hygiëneproducten, vroegen honderden vrouwelijke soldaten al snel om een echt vrouwenuniform. Het bleek dat het Ministerie van Defensie van Oekraïne alleen ceremoniële uniformen voor vrouwen had goedgekeurd, terwijl velduniformen alleen voor mannen waren voorzien. Omdat de standaard legerpatronen niet overeenkwamen met de vorm van het vrouwenlichaam, werden dienstvrouwen gedwongen om op eigen kosten mannenuniformen aan te passen aan hun maten. Hoewel verschillende geallieerde landen Oekraïne konden voorzien van geschikte vrouwenuniformen (het Britse vrouwenuniform 5.1 bleek het beste te zijn en vormde de basis voor veel nieuwe Oekraïense experimentele ontwerpen), waren andere uniformen niet zo geschikt voor de omstandigheden en nog steeds lang niet in voldoende hoeveelheden. De drie organisaties verzamelden veel kleding- en militaire specialisten, voerden veel praktijktesten uit en verbeterden hun ontwerpen op basis van de feedback en verzoeken van de militairen, terwijl ze hun productiecapaciteit opschroefden in samenwerking met de reguliere kledingindustrie om aan de groeiende vraag te voldoen.
Bivakmutsen ontworpen voor mannen bleken te groot voor vrouwen en gingen er bovendien vanuit dat de drager kort haar had, terwijl de meeste vrouwen lang haar hadden. Derhalve ontwikkelde Het Naaibedrijf kleinere bivakmutsen voor vrouwen, met een opening aan de achterkant voor een paardenstaart of een vlecht. Op dezelfde manier begon ArmWomenNow meer legerlaarzen (kisten) te produceren, omdat vrouwen over het algemeen kleinere voeten hebben dan mannen, maar de meeste Oekraïense fabrikanten maken ze niet in kleine maten zoals 35/36. Tegen augustus 2023 waren passende vrouwenuniformen getest door de NGO's en militairen en goedgekeurd door het Ministerie van Defensie, dat onderhandelde met fabrikanten over het op schaal produceren van de ontwerpen en het leveren ervan aan de vrouwen die aan het front vochten.

### Maatschappelijke opvattingen

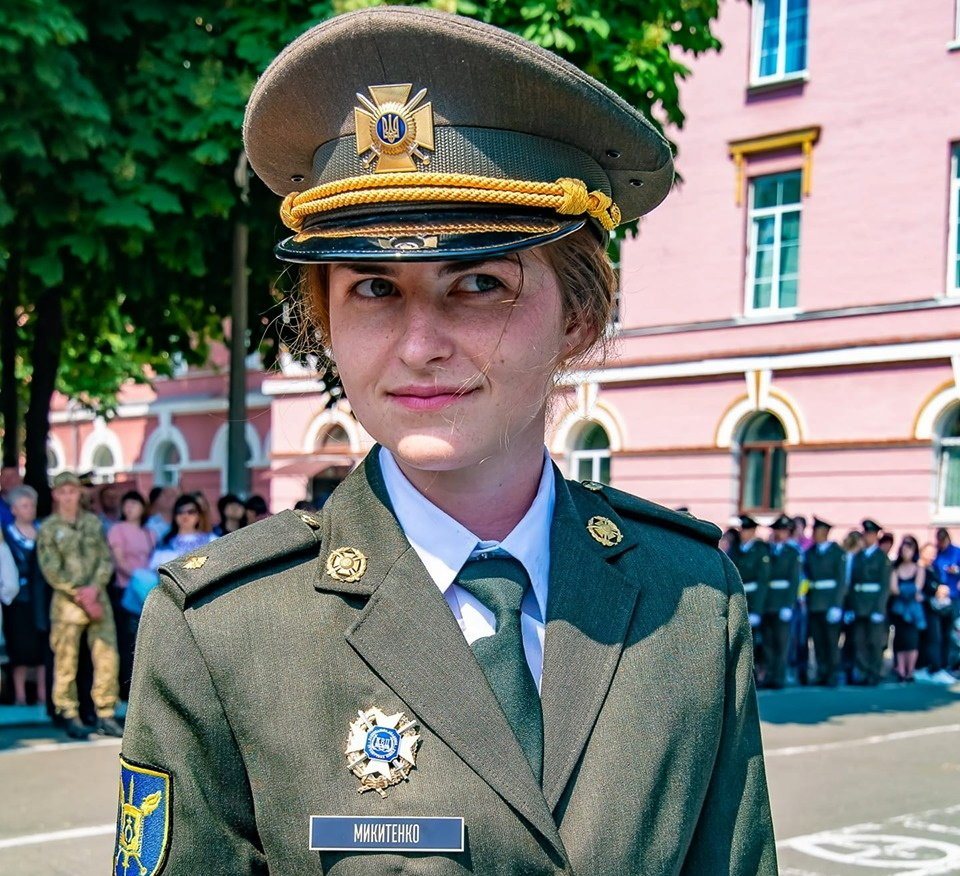
Eerste luitenant Joelia Mykytenko heeft sinds 2016 in de Russisch-Oekraïense Oorlog gevochten en ontving de Orde voor Dapperheid (3e klasse) in oktober 2022.

Uit studies is gebleken dat het idee van gelijkheid tussen vrouwen en mannen in het leger in 2018 werd gesteund door 53% van de Oekraïners; in maart 2023 was dit percentage gestegen tot 80% van de Oekraïners. Desondanks merkte adjunct-directeur Svitlana Tsjoenichina van het Instituut voor Sociale en Politieke Psychologie van de Nationale Academie van Onderwijswetenschappen van Oekraïn] op dat genderstereotypen in de samenleving moeilijker te doorbreken zijn dan raciale en etnische vooroordelen.
Volgens een enquête van maart 2023 stond 85% van de Oekraïense burgers positief tegenover vrouwen die dienen bij de Strijdkrachten van Oekraïne (ZSU). 81% van de respondenten was van mening dat een vrouw net zo goed als een man het bevel kan voeren over een gevechtseenheid. Tegelijkertijd vond 48% van de respondenten dat ongelijkheden tussen vrouwen en mannen in de strijdkrachten 'zeldzaam' waren en was 51% van mening dat vrouwen in het Oekraïense leger 'geen discriminatie ervaren'.
Tijdens het Oekraïense forum "Vrouwenleiderschap in Oorlogstijd" in juli 2023 verklaarde viceminister van Defensie van Oekraïne Hanna Maliar: "Ik ben trots op de Oekraïense vrouwen in de Strijdkrachten. Oekraïense vrouwen zijn supersterk en dat laten we de wereld zien. Ze doen het zware mannenwerk met extreme lasten. We hebben alle beperkingen opgeheven voor de beroepen die vrouwen in de strijdkrachten kunnen uitoefenen. Nu zijn vrouwen tankbestuurders, artilleristen, sluipschutters, enzovoort. En dit is een sterke Oekraïense strijdkracht."

## In populaire cultuur
- Невидимий Батальйон / Invisible Battalion ("Onzichtbaar Bataljon"), documentaire uit 2017 voortkomend uit het project "Onzichtbaar Bataljon"
- Вона та війна ("Zij en de oorlog"; Engelstalige titel Women in War - W in W), documentaire uit 2017 over vrouwen in de oorlog in Oost-Oekraïne
- Явних проявів немає / No Obvious Signs, documentaire uit 2018 over oorlogstrauma onder Oekraïense vrouwelijke militairen
- Земля блакитна, ніби апельсин / The Earth Is Blue as an Orange, documentaire uit 2020 over de oorlog in Donbas
- Het nummer "Stefania" van Kalush Orchestra, de winnaar van het Eurovisiesongfestival 2022, bevatte in zijn videoclip vrouwen in Oekraïense militaire uniformen die kinderen uit brandende en verwoeste voorsteden van Kyiv redden, zoals Boetsja en Irpin. Zanger Oleh Psiuk legde uit dat het nummer ging over zijn moeder die hem beschermde in nood en oorspronkelijk niet over de oorlog, maar na de Russische invasie had de tekst nieuwe betekenissen gekregen "omdat een heleboel mensen het opvatten alsof Oekraïne mijn moeder is." De videoclip eindigt met een statement: "Toegewijd aan de dappere Oekraïners, aan de moeders die hun kinderen beschermen, aan allen die hun leven gaven voor onze vrijheid. Elke man, elke vrouw, elk onschuldig kind. De oorlog in Oekraïne heeft vele gezichten, maar het gezicht van onze moeder is degene die onze harten in de moeilijkste tijden in leven houdt."[60][61]